# Riccardo Mantoni
Riccardo Mantoni (Roma, 8 maggio 1918 – Roma, 14 aprile 1991) è stato un regista, doppiatore e autore televisivo italiano.
Fratello maggiore di Corrado, è stato uno dei registi di rivista e varietà più attivi nella radio italiana. È sepolto nel cimitero Flaminio di Roma insieme al fratello.

## Biografia
Entrò all'EIAR come attore; successivamente divenne annunciatore della stazione di Radio Torino, partecipando anche al doppiaggio di alcuni film e realizzando varie radiocronache. Autore di numerose trasmissioni, molte delle quali assieme al fratello minore con la sigla Corìma (Corrado Riccardo Mantoni), firmò tra le sue prime regie radiofoniche il varietà Hooop... là! (1947), presentato da Mario Riva prima e da Corrado poi.

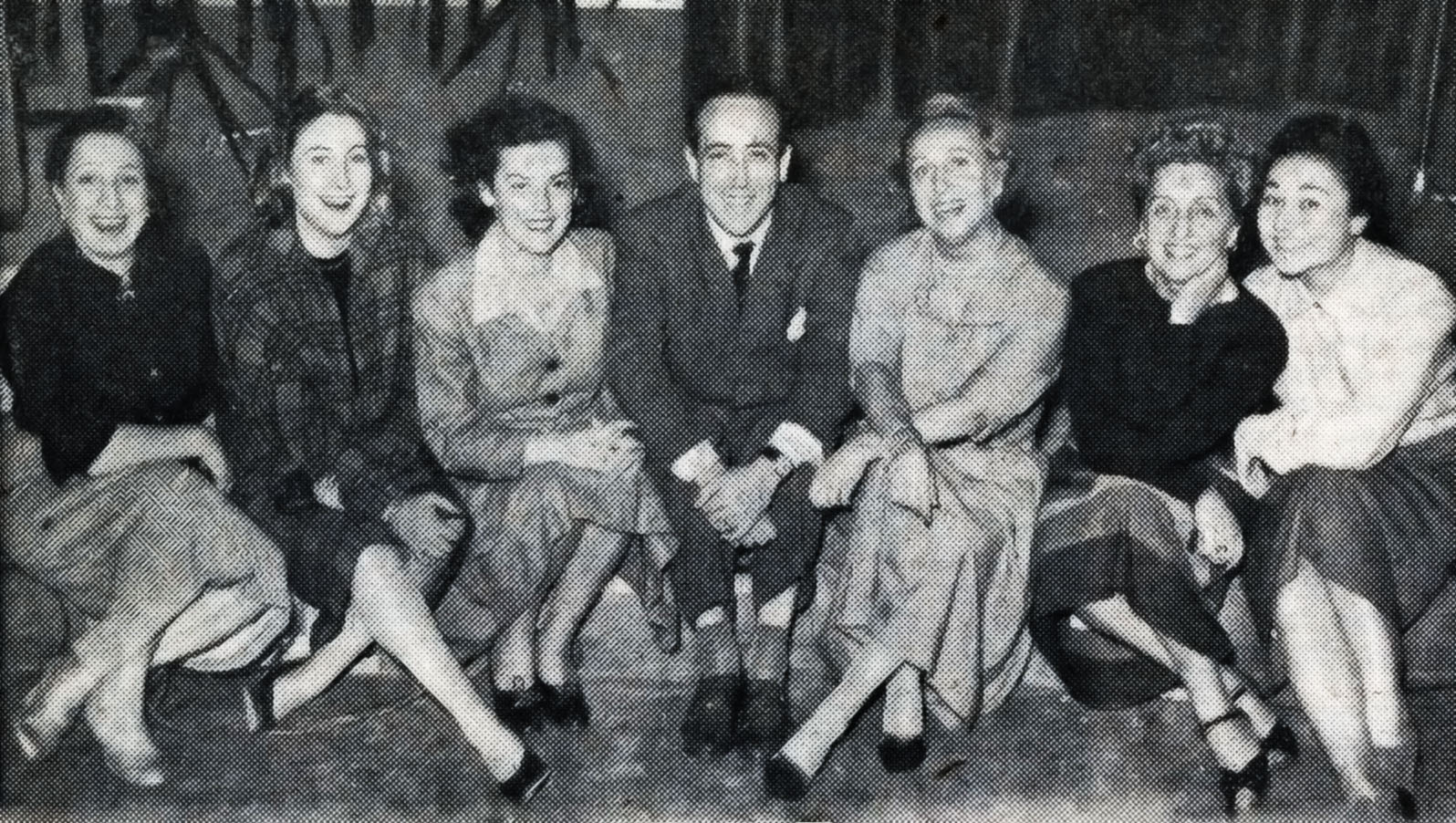
Mantoni con le attrici della Compagnia del Teatro comico di Roma Nora Pancrazy, Nuccia Galimberti, Isa Bellini, Wanda Tettoni, Clely Fiamma e Rosalba Oletta nel 1951

Diresse, per alcuni anni, anche le riviste radiofoniche che andavano in onda dalle stazioni della capitale con la compagnia del Teatro Comico Musicale di Roma che aveva come attori nei primi anni: Raffaele Pisu, Isa Bellini, Carlo Romano, Renato Turi, Gilberto Mazzi, Elio Pandolfi, Giusi Raspani Dandolo, Wanda Tettoni, Rosalba Oletta, Clely Fiamma, Vigilio Gottardi, Franco Pucci, Giovanni Cimara, Sergio D'Alba, Nuccia Galimberti, e altri con l'orchestra diretta da Gino Filippini e i testi di Dino Verde e Puntoni.
Ha ricevuto il Microfono d'argento nel 1952-1953, ha lavorato a numerosi programmi, fra cui Il microfono è vostro (1950), Rosso e nero (1951), uno dei maggiori successi radiofonici del dopoguerra, Il fiore all'occhiello (1957), con Carlo Dapporto e Delia Scala, Gran Gala (1958), la rivista di Faele e Ciorciolini Stretta la foglia, con Tognazzi e Caprice Chantal (1958), Spensieratissimo (1959), e poi La trottola (1963), Caccia grossa (1965), Corrado fermo posta (1965), Nero nerissimo di Brancacci, con Carlo Romano (1967), e (insieme a Corrado) La Corrida (1968).
Fedele al mezzo radiofonico, ha continuato anche negli anni seguenti a mettere la propria esperienza di regista e autore al servizio di trasmissioni quali Il cattivone (1970), con Paolo Villaggio, Il fischiatutto (1971), Lei non sa chi suono io! (1972), Che passione il varietà (1974, con Corrado), Il distintissimo (1974), presentato da Pino Caruso, Secondo me (1974-1976) condotto alternativamente da Corrado, Pino Locchi e Ubaldo Lay, e Settantottissimo (1978) di Verde, con Bruno Broccoli.

## Programmi radio Eiar
- Sogno d'autunno a Torre del Lago Puccini, rievocazione di Riccardo Mantoni. trasmessa il 22 dicembre 1942.

## Trasmissioni
- Invenzioni e scoperte, rivista di Fiorenzo Fiorentini, Costa, Faele, regia di Riccardo Mantoni
- Sotto il parapioggia di Dino Verde e Puntoni, con Raffaele Pisu, Wanda Tettoni, Isa Bellini, Renato Turi, Elio Pandolfi, Giovanni Cimara, orchestra di Gino Filippini, regia di Riccardo Mantoni (1951-1952)
- Sotto zero, divagazioni estive di Castellano e Pipolo, De Palma e Vighi, compagnia del teatro comico musicale di Roma, regia di Riccardo Mantoni, trasmessa nei mesi estivi nel secondo programma (1956)
- Simpaticissimo, varietà scritto da Dino Verde, regia di Riccardo Mantoni (1957-1958)

## Doppiatore
- Dana Andrews in Il caro estinto
- Michael Ansara in Avventura in Oriente
- James Arness in Hondo
- Vincent Ball in La grande rapina
- Rayford Barnes in Le colline bruciano
- André Bervil in Il buco
- Carl Betz in Voglio sposarle tutte
- Charles Boyer in Parigi brucia?
- Charles Bronson in Quella sporca dozzina
- Nicholas Byron in La cosa da un altro mondo
- Armando Calvo in Ringo, il cavaliere solitario
- Paul Cambo in La spada degli Orléans
- José Canalejas in Cavalca e uccidi
- Macdonald Carey in Il sole nella stanza
- Richard Carlson in Le miniere di re Salomone
- Jean Champion in Cleo dalle 5 alle 7
- Peter Coe in L'avventuriero di Burma
- Sean Connery in Il bandito dell'Epiro
- Peter Dane in Duello nell'Atlantico
- Fred Demara in L'occhio ipnotico
- Ivan Desny in I misteri della giungla nera
- Rudi Diaz in L'oro di MacKenna
- James Donald in La grande fuga
- Brian Donlevy in Waco, una pistola infallibile
- Charles Drake in Arcipelago in fiamme
- Andrew Duggan in Sette giorni a maggio
- Rafael Durán in Le avventure di Scaramouche
- Harry Ellerbe in Il mostro magnetico
- Milton Frome in Non mangiate le margherite
- Gabriel Gobin in Il dado è tratto
- Phil Harris in Jerry 8¾
- Van Heflin in I 9 di Dryfork City
- Don Hicks in Okinawa
- Marcel Hillaire in Okay Parigi!
- Harold Huber in San Francisco
- Erroll John in La storia di una monaca
- Lionel Kane in Donne in cerca d'amore
- Peter Lawford in Il giorno più lungo
- Patric Knowles in La signora mia zia
- Richard Leech in La notte del demonio
- Peter Leeds in Letti separati
- Albert Lieven in Il generale del diavolo
- Ken Lynch in Ho sposato un mostro venuto dallo spazio
- Georges Marchal in Fate largo ai moschettieri!
- Alan Marshal in La casa dei fantasmi
- James Mason in Intrigo internazionale
- Frank Maxwell in La città dei mostri
- John McGiver in Colazione da Tiffany
- Mort Mills in La tragedia del Rio Grande
- Del Moore in Pazzi, pupe e pillole
- Paul Newlan in La vita corre sul filo
- Wendell Niles in La valle dei monsoni, L'alibi era perfetto
- David Niven in La capannina
- Maurice Poli in Sandokan, la tigre di Mompracem
- Jesús Puente in Due croci a Danger Pass
- Rhodes Reason in La guida indiana
- Albert Rémy in I peccatori guardano il cielo
- Santiago Rivero in La rivolta dei gladiatori
- William Roerick in Il vampiro del pianeta rosso
- John Russell in Un dollaro d'onore
- George Sawaya in Le mani dell'assassino
- William Schallert in Assalto alla Terra
- Richard Shaw in Obiettivo Butterfly
- Kevin Stoney in Assassinio al galoppatoio
- John Sutton in I canadesi
- Philip Terry in L'uomo della valle
- Les Tremayne in Pazzo per le donne
- Dan Tobin in Come ingannare mio marito
- Lee Van Cleef in La conquista del West
- Bill Walker in Il buio oltre la siepe
- Jean Wall in Ascensore per il patibolo
- George Wang in I pirati della Malesia
- John Wayne in Combattenti della notte
- Orson Welles in Parigi brucia?
- H. M. Wynant in La tortura della freccia
- Aldo Bufi Landi in Zorro contro Maciste
- Marino Carpano in 28 minuti per 3 milioni di dollari
- Pietro Ceccarelli in L'uomo dal pugno d'oro
- Spartaco Conversi in Voltati... ti uccido!
- Franco Fantasia in Il colosso di Roma
- Enzo Fiermonte in I due gladiatori
- Arnoldo Foà in Barabba
- Fedele Gentile in La rivolta dei pretoriani, I cavalieri del diavolo
- Nello Pazzafini in Sansone contro il corsaro nero, Il raggio infernale
- Mario Petri in Sansone e il tesoro degli Incas
- Nando Poggi in Sandokan contro il leopardo di Sarawak
- Carlo Tamberlani in Il trionfo dei dieci gladiatori
- Carlo Taranto in Nel blu dipinto di blu
- Ferruccio Viotti in L'uomo del colpo perfetto

- Voce annunciatore radiofonico in Il bandito di Sierra Morena, La valle dei monsoni
- Voce narrante in Ricatto a tre giurati, Guerra tra i pianeti, La figlia del dr. Jekyll, Il mostro che sfidò il mondo, La battaglia del Mar dei Coralli, El Cid, Il fantasma dello spazio, Golia alla conquista di Bagdad, Musetta alla conquista di Parigi, Il principe guerriero, Da Berlino l'apocalisse, Assalto al tesoro di stato

## Prosa radiofonica Rai
- Un nuovo modo di pagare i vecchi debiti, commedia di Philip Massinger, regia di Giorgio Bandini, trasmessa il 26 febbraio 1961.